# Hot (Avril Lavigne)
Hot è il terzo singolo estratto dall'album The Best Damn Thing di Avril Lavigne. La canzone è stata scritta da Avril Lavigne e Evan Taubenfeld, suo migliore amico ed ex-chitarrista e prodotta da Lukasz Gottwald Dr. Luke
Il singolo è disponibile in Italia solo in formato digitale; per questo motivo il singolo non appare in nessuna classifica italiana. Negli USA e soprattutto in Europa la canzone riscuote un grande successo: raggiunge e mantiene per diverse settimane la 3ª posizione nella classifica Europe Top 20, classifica trasmessa da MTV Italia che illustra le canzoni più vendute e più scaricate d'Europa.
Avril ha cantato Hot il 1º novembre 2007 all'Olympiahalle di Monaco di Baviera, agli MTV Europe Music Awards 2007, show in cui la cantante ha ricevuto due premi: miglior canzone dell'anno per Girlfriend e miglior cantante solista.
Come già fatto per il primo singolo Girlfriend, anche per Hot Avril Lavigne ha registrato il ritornello in giapponese e in cinese.

## Descrizione
Avril definisce Hot come una canzone d'amore up-tempo. Parla dei sentimenti della cantante per un ragazzo che "la rende così eccitata": le strofe descrivono tutte le cose che Avril vuole fare con il ragazzo, nel ritornello Avril esplode urlando i suoi sentimenti ("You make me so hot!" "You make me want to scream!"). La canzone prende una svolta più dolce prima dell'ultimo ritornello quando la cantante mette da parte la sua pazzia d'amore e dichiara al suo ragazzo i suoi sentimenti in maniera dolce ("Kiss me gently. Always, I know: Hold me; love me. Don't ever go")

## Accoglienza
Chris Willman della rivista inglese Entertainment Weekly ha dichiarato "Ascoltando il ritornello di Hot è come se Avril e i The Matrix non si fossero mai lasciati". Darryl Sterdan della rivista JAM! ha assegnato al brano un giudizio positivo ritenendolo un brano sul vecchio stile di Avril, quello dell'album di esordio Let Go.

## Video
Il video, diretto da Matthew Rolston, è stato girato 26-27 giugno 2007 nel Murdoch Hall di Newark ed è stato trasmesso per la prima volta il 5 ottobre 2007 in esclusiva su Yahoo! Music, anche se sul canale musicale austriaco GoTV il video era stato già trasmesso dagli ultimi giorni di settembre. Il video ha debuttato #1 in Spagna nella classifica dei video più scaricati e ha raggiunto la #1 anche in Australia. Con questo video, Avril ha messo da parte il suo lato più adolescenziale da skater e ha deciso di rivestire panni più sensuali ed erotici che strizzano l'occhio a un pubblico più adulto.
Una celebrità (interpretata da Avril) con un lungo abito nero scende da una limousine, circondata dai fotografi e dai fan, ed entra in un club. Nel frattempo si alternano dei flashback di Avril nel ruolo di se stessa e nel ruolo di una prestigiatrice con un trucco molto pesante. Dopo essersi preparata, Avril sale su un palcoscenico di un programma televisivo per esibirsi con un corpetto di pelle verde e nero insieme alle sue ballerine.

## Tracce
CD singolo
1. Hot – 3:23
2. I Can Do Better (versione acustica) – 3:39

CD singolo (Australia, Giappone)
1. Hot – 3:23
2. When You're Gone (versione acustica) – 3:58
3. Girlfriend (feat. Lil Mama) (Dr. Luke remix) – 3:25

Download digitale (solo su iTunes)
1. Hot – 3:23
2. I Can Do Better (versione acustica) – 3:39
3. Hot (versione giapponese) – 3:23

## Classifiche
| Classifica (2007/2008) | Posizione massima |
| ---------------------- | ----------------- |
| Argentina              | 4                 |
| Australia              | 14                |
| Austria                | 17                |
| Belgio (Fiandre)       | 57                |
| Belgio (Vallonia)      | 63                |
| Canada                 | 10                |
| Cile                   | 8                 |
| Europa                 | 41                |
| Germania               | 26                |
| Irlanda                | 19                |
| Nuova Zelanda          | 30                |
| Regno Unito            | 30                |
| Repubblica Ceca        | 10                |
| Slovacchia             | 25                |
| Stati Uniti            | 95                |
| Stati Uniti (Pop)      | 40                |
| Svezia                 | 53                |
| Svizzera               | 61                |
| Ungheria               | 13                |